# Paraschistura naseeri
Paraschistura naseeri är en fiskart som först beskrevs av Ahmad och Mirza, 1963.  Paraschistura naseeri ingår i släktet Paraschistura och familjen grönlingsfiskar. Inga underarter finns listade i Catalogue of Life.